# Osiek (osada leśna w powiecie wieruszowskim)
Osiek – osada leśna w Polsce, położona w województwie łódzkim, w powiecie wieruszowskim, w gminie Galewice.
W latach 1975–1998 miejscowość należała administracyjnie do województwa kaliskiego.